# Monts Kabato
Les monts Kabato (樺戸山地, Kabato Sanchi) sont une chaîne de montagnes de la côte occidentale de l'île de Hokkaidō au Japon. Ils font partie des monts Mashike.
Parmi les sommets des monts Shokanbetsudake figurent :
- le mont Pinneshiri ;
- le mont Machine ;
- le mont Kamuishiri.